# Kulturkooperative KoOpf Oberpfalz
Die Kulturkooperative KoOpf Oberpfalz ist ein 1999 gegründetes Netzwerk von Kunstvereinen und Museen der Oberpfalz, Niederbayerns und Tschechiens.

## Organisationsform
Die Kulturkooperative KoOpf Oberpfalz ist kein eigentlicher Verein, sondern ein informeller Zusammenschluss von Vereinen, der von einem Geschäftsführer geleitet wird. Von 1999 bis 2011 war Wolfgang Herzer Geschäftsführer, seit 2013 hat Alfred Bruckner vom Kunstverein Freiraum in Furth im Wald diesen Posten inne.
KoOpf gibt jährlich ein Programmheft mit dem Programm aller beteiligten Vereine heraus. Seit 1999 ist Wilhelm Koch vom Luftmuseum Amberg der Herausgeber und Gestalter dieses Heftes, das in deutscher und tschechischer Sprache erscheint.

## Ziele
Die KoOpf versucht die kulturellen und künstlerischen Aktivitäten in der Region Oberpfalz und Niederbayern zu unterstützen. Dabei legt sie Wert auf die grenzüberschreitende Zusammenarbeit mit ähnlich gelagerten Vereinigungen in Tschechien.
Ermöglicht wurde dieses Netzwerk durch das Ende des Kalten Krieges 1989 und den Beitritt von Tschechien zur EU.
Ziele der KoOpf sind die Entwicklung des individuellen und regionalen Selbstbewusstseins, geistige Anregung und Förderung der Gegenwarts-Kunst und des künstlerischen Nachwuchses. Ästhetik, Ethik, Kreativität, Flexibilität und Offenheit können zur kulturellen Bildung beitragen.

## Mitglieder
- GALERIE 4 (Cheb)
- Kulturwerkstatt | Kunstbau (Kalmreuth, Weiden i.d.Opf.)
- Kunstverein Weiden e. V.
- HAUSFLUSS e. V. (Neustadt an der Waldnaab)
- Centrum Bavaria Bohemia (Schönsee)
- Kunstverein Pertolzhofen e. V. (Pertolzhofen)
- Oberpfälzer Künstlerhaus I und II (Schwandorf)
- LUFTMUSEUM Amberg
- Stadtgalerie ALTE FEUERWACHE (Amberg)
- TEMPEL MUSEUM Etsdorf
- Kunstverein GRAZ e. V. (Regensburg)
- Bild-Werk Frauenau e. V.
- Galerie der Gebrüder Špillar (Domažlice)
- Galerie Klatovy / Klenová (Klatovy, Janovice nad Úhlavou)
- Städt. Galerie Cordonhaus Cham
- Museum SPUR Cham
- KUNSTbeTRIEB (Cham)
- Ludwig Gebhard Museum Tiefenbach
- Kunstverein FREIRAUM e. V. (Furth im Wald)[2]

## Aktionen
- 2008: „Kunsträume Bayern 2008“
- 2007: „Standpunkte - Landeplätze“, Gemeinschaftsprojekt der Akademien Prag und Nürnberg, das der Kunstvermittlung dient.